# Ramakrishnania ushae
Ramakrishnania ushae är en insektsart som beskrevs av Irena Dworakowska 1974. Ramakrishnania ushae ingår i släktet Ramakrishnania och familjen dvärgstritar.
Artens utbredningsområde är Kongo. Inga underarter finns listade i Catalogue of Life.